# Мария Буено
Мария Естер Буено (на португалски: Maria Esther Andion Bueno) е бразилска тенисистка. Тя е трикратна победителка на сингъл от Уимбълдън и четирикратна от Откритото първенство на САЩ. Печели единадесет титли от големия шлем на двойки жени и една на смесени двойки.
Като начинаеща тенисистка изиграва първия си турнир в Бразилия на 12-годишна възраст, а на 14 печели първата си титла на сингъл при жените. Дебютира на международни състезания през 1958 г.
След като през 1959 г. печели последователно Уимбълдън и Откритото първенство на САЩ е посрещната в родината си като национален герой. През 1960 г. става първата жена спечелила Голям шлем на двойки, като печели и четирите турнира (с Кристин Труман в Австралия и с Дарлийн Хард във Франция, Великобритания и САЩ).
След оттеглянето си от активна състезателна кариера Буено става коментатор на тенис мачове по различни телевизии.
През 1978 г. е включена в Международната тенис зала на славата.

## Финали в турнирите от Големия шлем

### Титли на сингъл (7)
| Година | Турнир                        | Съперник              | Резултат      |
| 1959   | Уимбълдън                     | Дарлийн Хард          | 6:4, 6:3      |
| 1959   | Открито първенство на САЩ     | Кристин Труман        | 6:1, 6:4      |
| 1960   | Уимбълдън (2)                 | Сандра Рейнолдс Прайс | 8:6, 6:0      |
| 1963   | Открито първенство на САЩ (2) | Маргарет Смит Корт    | 7:5, 6:4      |
| 1964   | Уимбълдън (3)                 | Маргарет Смит Корт    | 6:4, 7:9, 6:3 |
| 1964   | Открито първенство на САЩ (3) | Карол Грабнър         | 6:1, 6:0      |
| 1966   | Открито първенство на САЩ (4) | Нанси Ричи            | 6:3, 6:1      |

### Загубени финали на сингъл (5)
| Година | Турнир                          | Съперник           | Резултат           |
| 1960   | Открито първенство на САЩ       | Дарлийн Хард       | 6:4, 10:12, 6:4    |
| 1964   | Ролан Гарос                     | Маргарет Смит Корт | 5:7, 6:1, 6:2      |
| 1965   | Открито първенство на Австралия | Маргарет Смит Корт | 5:7, 6:4, 5:2 отк. |
| 1965   | Уимбълдън                       | Маргарет Смит Корт | 6:4, 7:5           |
| 1966   | Уимбълдън (2)                   | Били Джийн Кинг    | 6:3, 3:6, 6:1      |

### Титли на двойки (11)
| Година | Турнир                          | Партньор        | Съперници                               | Резултат            |
| 1958   | Уимбълдън                       | Алтия Гибсън    | Маргарет Дюпон Margaret Varner Bloss    | 6 – 3, 7 – 5        |
| 1960   | Открито първенство на Австралия | Кристин Труман  | Lorraine Coghlan Robinson Маргарет Корт | 6 – 2, 5 – 7, 6 – 2 |
| 1960   | Ролан Гарос                     | Дарлийн Хард    | Ан Хейдън Джоунс Patricia Ward Hales    | 6 – 2, 7 – 5        |
| 1960   | Уимбълдън (2)                   | Дарлийн Хард    | Сандра Рейнолдс Прайс Рене Хейгарт      | 6 – 4, 6 – 0        |
| 1960   | Открито първенство на САЩ       | Дарлийн Хард    | Ан Хейдън Джоунс Deidre Catt            | 6 – 1, 6 – 1        |
| 1962   | Открито първенство на САЩ (2)   | Дарлийн Хард    | Били Джийн Кинг Карън Ханце Съсман      | 4 – 6, 6 – 3, 6 – 2 |
| 1963   | Уимбълдън (3)                   | Дарлийн Хард    | Маргарет Корт Robyn Ebbern              | 8 – 6, 9 – 7        |
| 1965   | Уимбълдън (4)                   | Били Джийн Кинг | Франсоаз Дюр Jeanine Lieffrig           | 6 – 2, 7 – 5        |
| 1966   | Уимбълдън (5)                   | Нанси Ричи      | Маргарет Корт Джуди Тегарт Далтън       | 6 – 3, 4 – 6, 6 – 4 |
| 1966   | Открито първенство на САЩ (3)   | Нанси Ричи      | Били Джийн Кинг Розмари Касалс          | 6 – 3, 6 – 4        |
| 1968   | Открито първенство на САЩ (4)   | Маргарет Корт   | Били Джийн Кинг Розмари Касалс          | 4 – 6, 9 – 7, 8 – 6 |

### Загубени финали на двойки (5)
| Година | Турнир                        | Партньор     | Съперници                          | Резултат             |
| 1958   | Открито първенство на САЩ     | Алтия Гибсън | Jeanne Arth Дарлийн Хард           | 2 – 6, 6 – 3, 6 – 4  |
| 1959   | Открито първенство на САЩ (2) | Сали Мур     | Jeanne Arth Дарлийн Хард           | 6 – 2, 6 – 3         |
| 1961   | Ролан Гарос                   | Дарлийн Хард | Сандра Рейнолдс Прайс Рене Хейгарт | отк.                 |
| 1963   | Открито първенство на САЩ (3) | Дарлийн Хард | Маргарет Корт Robyn Ebbern         | 4 – 6, 10 – 8, 6 – 3 |
| 1967   | Уимбълдън                     | Нанси Ричи   | Розмари Касалс Били Джийн Кинг     | 9 – 11, 6 – 4, 6 – 2 |

### Титли на смесени двойки (1)
| Година | Турнир      | Партньор | Съперници                    | Резултат            |
| 1960   | Ролан Гарос | Bob Howe | Ан Хейдън Джоунс Рой Емерсън | 1 – 6, 6 – 1, 6 – 2 |

### Загубени финали на смесени двойки (6)
| Година | Турнир                        | Партньор         | Съперници                      | Резултат              |
| 1958   | Открито първенство на САЩ     | Алекс Олмедо     | Маргарет Дюпон Нийл Фрейзър    | 6 – 3, 3 – 6, 9 – 7   |
| 1959   | Уимбълдън                     | Нийл Фрейзър     | Дарлийн Хард Род Лейвър        | 6 – 4, 6 – 3          |
| 1960   | Уимбълдън (2)                 | Боб Хоув         | Дарлийн Хард Род Лейвър        | 13 – 11, 3 – 6, 8 – 6 |
| 1960   | Открито първенство на САЩ (2) | Антонио Палафокс | Маргарет Дюпон Нийл Фрейзър    | 6 – 3, 6 – 2          |
| 1965   | Ролан Гарос                   | Джон Нюкъмб      | Маргарет Корт Кен Флетчър      | 6 – 4, 6 – 4          |
| 1967   | Уимбълдън (3)                 | Кен Флетчър      | Били Джийн Кинг Оуен Дейвидсън | 3 – 6, 6 – 2, 15 – 13 |